# Allianz-Haus
L'Allianz-Haus (letteralmente: «edificio Allianz») è un edificio di Berlino, nel quartiere di Charlottenburg.
Costruito dal 1953 al 1955 su progetto di Alfred Gunzenhauser e Paul Schwebes, è posto sotto tutela monumentale (Denkmalschutz).